# Grand Prix de Fourmies 2000
La 68e édition du Grand Prix de Fourmies a eu lieu le 10 septembre 2000. Elle a été remportée par le Slovène Andrej Hauptman.

## Classement final
Andrej Hauptman remporte la course en parcourant les 210 kilomètres en 4 h 46 min 5 s à la vitesse moyenne de 44,043 km/h.
| \| Classement général \| Classement général \| Classement général \| Classement général \| Classement général \| \| Coureur \| Coureur \| Pays \| Équipe \| Temps \| \| ------------------ \| ------------------ \| ------------------ \| ------------------------------- \| ------------------ \| \| 1er \| Andrej Hauptman \| Slovénie \| Vini Caldirola-Sidermec \| 4 h 46 min 05 s \| \| 2e \| Andrea Ferrigato \| Italie \| Fassa Bortolo \| + 0 s \| \| 3e \| Bo Hamburger \| Danemark \| Memory Card-Jack & Jones \| + 0 s \| \| 4e \| Fred Rodriguez \| États-Unis \| Mapei-Quick Step \| + 14 s \| \| 5e \| Gilles Maignan \| France \| AG2R Prévoyance \| + 14 s \| \| 6e \| Nico Mattan \| Belgique \| Cofidis-Le Crédit par Téléphone \| + 14 s \| \| 7e \| Paolo Bettini \| Italie \| Mapei-Quick Step \| + 14 s \| \| 8e \| Markus Zberg \| Suisse \| Rabobank \| + 2 min 52 s \| \| 9e \| Christopher Jenner \| Nouvelle-Zélande \| Crédit Agricole \| + 2 min 52 s \| \| 10e \| Massimiliano Mori \| Italie \| Saeco-Valli & Valli \| + 2 min 52 s \| |                    |                  |                                 |                 |
| |                    |                  |                                 |                 |
| Source : ProCyclingStats |                    |                  |                                 |                 |
| Classement général |                    |                  |                                 |                 |
| Coureur | Coureur            | Pays             | Équipe                          | Temps           |
| 1er | Andrej Hauptman    | Slovénie         | Vini Caldirola-Sidermec         | 4 h 46 min 05 s |
| 2e | Andrea Ferrigato   | Italie           | Fassa Bortolo                   | + 0 s           |
| 3e | Bo Hamburger       | Danemark         | Memory Card-Jack & Jones        | + 0 s           |
| 4e | Fred Rodriguez     | États-Unis       | Mapei-Quick Step                | + 14 s          |
| 5e | Gilles Maignan     | France           | AG2R Prévoyance                 | + 14 s          |
| 6e | Nico Mattan        | Belgique         | Cofidis-Le Crédit par Téléphone | + 14 s          |
| 7e | Paolo Bettini      | Italie           | Mapei-Quick Step                | + 14 s          |
| 8e | Markus Zberg       | Suisse           | Rabobank                        | + 2 min 52 s    |
| 9e | Christopher Jenner | Nouvelle-Zélande | Crédit Agricole                 | + 2 min 52 s    |
| 10e | Massimiliano Mori  | Italie           | Saeco-Valli & Valli             | + 2 min 52 s    |